# Afrolarcus
Afrolarcus is een geslacht van rechtvleugeligen uit de familie doornsprinkhanen (Tetrigidae). De wetenschappelijke naam van dit geslacht is voor het eerst geldig gepubliceerd in 1979 door Günther.

## Soorten
Het geslacht Afrolarcus omvat de volgende soorten:
- Afrolarcus aequalis Karsch, 1890
- Afrolarcus angulatus Hancock, 1910
- Afrolarcus clypeatus Karsch, 1891
- Afrolarcus inaequalis Karsch, 1890
- Afrolarcus karschi Bolívar, 1905